# 전전두피질
이마엽앞 겉질(prefrontal cortex; PFC) 또는 전전두피질(前前頭皮質) 혹은 전전두엽피질은 전두엽의 앞 부분을 덮고있는 대뇌 피질을 가리킨다. 브로드만 영역 BA8, BA9, BA10, BA11, BA12, BA13 , BA14, BA24, BA25, BA32, BA44, BA45, BA46 및 BA47을 포함한다. 한편 BA13과 14는 사람이 아닌 유인원에만 있는 영역으로 확인된다.
사람의 생존본능과 성격이 이 부위와 연관되어 있다고 여겨진다. 또한 계획하는 일, 성격의 표현, 의사결정, 사회적 행동 조율, 발화와 언어 조율이 모두 이 부위의 기능으로 여겨진다. 즉 생각하는 것과 행동을 생각과 조율하는 것을 담당한다고 할 수 있다. 이러한 기능을 일컬어 '집행 기능(Executive function)' 혹은 실행 기능이라 한다. 집행 기능은 여러 가지 생각 중에 행동으로 옮겼을 때 가장 득이 되는 생각과 해가 되는 생각을 골라내는 기능 등을 말한다.
규칙을 학습하는 것 역시 전전두피질의 기능이다. 특히 앞으로 갈수록 추상적인 사고를, 뒤로 갈수록 구체적인 사고를 담당한다.

## 구조

### 하부구조
- 배외측 전전두피질(dorsolateral-)은 BA8, BA9, BA10, BA46을 말한다.[1]
- 복외측 전전두피질(ventrolateral-)은 BA45, BA47, BA44를 말한다.[1]
  - BA45는 브로카 영역으로, 언어의 처리를 담당한다.[7]
- 내측 전전두피질(medial-; mPFC)은 BA12, BA25와 전대상피질인 BA32, BA33, BA24를 말한다.[1]
- 복측 전전두피질(ventral-)은 BA11, BA13, BA14를 말한다.[1] 안와전두피질을 포함한다.

## 그림

좌뇌의 전전두피질이 붉게 칠해져 있다.
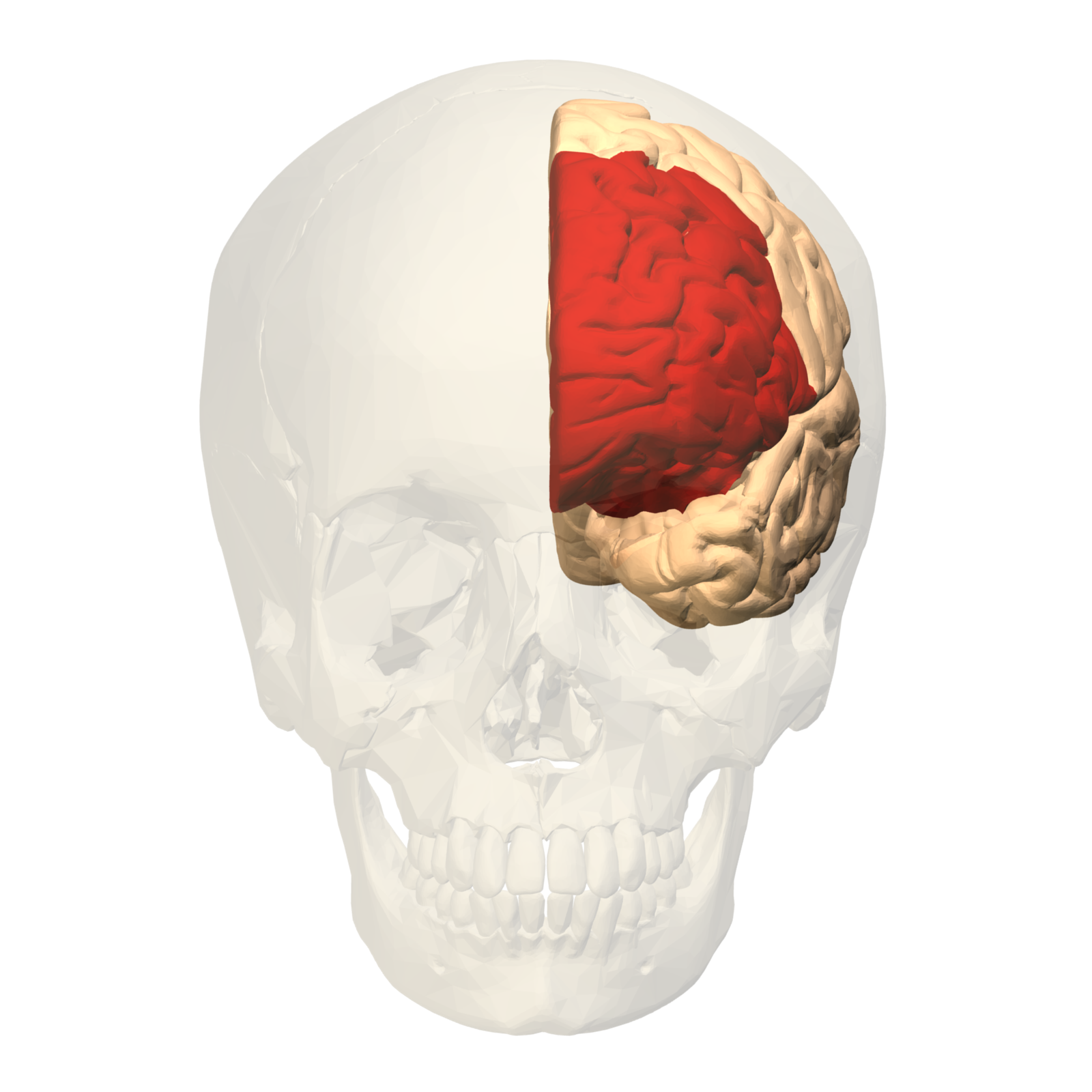
정면에서 바라본 모습
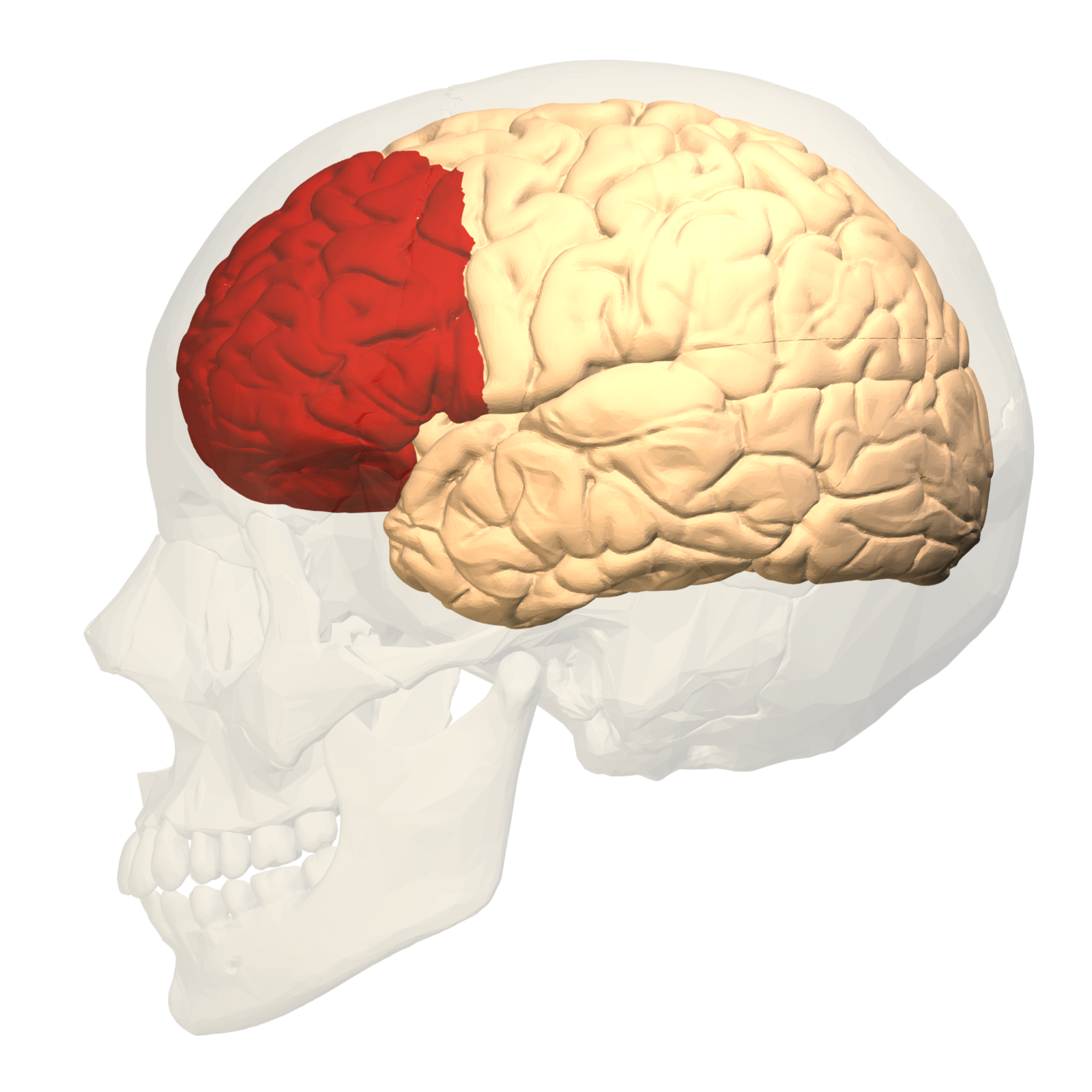
측면에서 바라본 모습
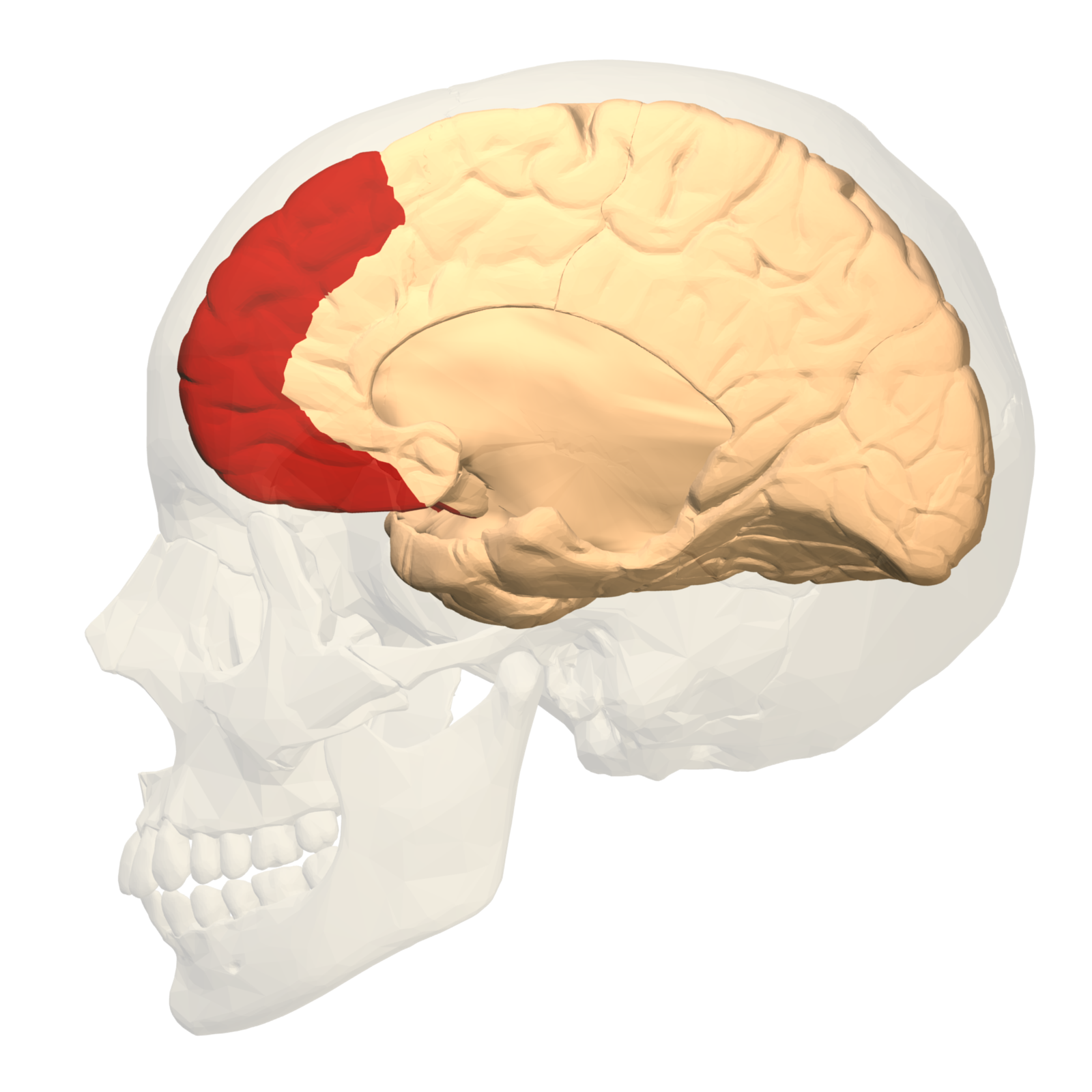
중앙에서 바라본 모습

## 같이 보기
- 기저핵
- 집행 기능